# Lijst van Tweede Kamerleden voor de PvdA
Dit is de lijst van Tweede Kamerleden voor de Partij van de Arbeid (PvdA).
| Tweede Kamerlid                 | Begindatum        | Einddatum         |
| ------------------------------- | ----------------- | ----------------- |
| Jan Achttienribbe-Buijs         | 14 september 1989 | 16 mei 1994       |
| Karin Adelmund                  | 17 mei 1994       | 2 augustus 1998   |
| Karin Adelmund                  | 23 mei 2002       | 20 oktober 2005   |
| Sjoukje Akkerman                | 11 juni 1991      | 16 mei 1994       |
| Nebahat Albayrak                | 19 mei 1998       | 21 februari 2007  |
| Nebahat Albayrak                | 12 mei 2010       | 19 september 2012 |
| Wim Albers                      | 28 augustus 1973  | 16 juli 1979      |
| Hans Alders                     | 11 november 1982  | 6 november 1989   |
| Kees van den Anker              | 15 september 1977 | 5 januari 1978    |
| Kees van den Anker              | 28 augustus 1979  | 3 november 1982   |
| Thanasis Apostolou              | 14 september 1989 | 18 mei 1998       |
| Thanasis Apostolou              | 25 augustus 1998  | 22 mei 2002       |
| Khadija Arib                    | 19 mei 1998       | 29 november 2006  |
| Khadija Arib                    | 1 maart 2007      | 3 november 2022   |
| Amma Asante                     | 7 september 2016  | 22 maart 2017     |
| Lodewijk Asscher                | 23 maart 2017     | 30 maart 2021     |
| Ies Baart                       | 6 november 1956   | 19 maart 1959     |
| Ies Baart                       | 24 maart 1959     | 21 februari 1967  |
| Nel Barendregt                  | 14 november 1967  | 7 juni 1977       |
| Marleen Barth                   | 19 mei 1998       | 22 mei 2002       |
| Relus ter Beek                  | 11 mei 1971       | 6 november 1989   |
| Relus ter Beek                  | 17 mei 1994       | 31 december 1994  |
| Jacqueline Beijlen-Geerts       | 14 september 1989 | 16 mei 1994       |
| Judith Belinfante               | 19 mei 1998       | 22 mei 2002       |
| Dick Benschop                   | 23 mei 2002       | 31 augustus 2002  |
| Ed Berg                         | 21 juni 1966      | 11 januari 1971   |
| Joop van den Berg               | 21 januari 1988   | 16 mei 1994       |
| Jan Berger                      | 15 juli 1952      | 21 september 1954 |
| Jan Berger                      | 20 maart 1959     | 10 mei 1965       |
| Robbert van den Bergh           | 8 januari 1963    | 4 juni 1963       |
| Robbert van den Bergh           | 29 juni 1965      | 21 februari 1967  |
| Robbert van den Bergh           | 18 april 1967     | 9 mei 1971        |
| Harry van den Bergh             | 8 juni 1977       | 3 september 1987  |
| Marianne Besselink              | 30 november 2006  | 17 juni 2010      |
| Klaas Bijlsma                   | 9 februari 1946   | 3 juni 1946       |
| Jaap Blom                       | 16 september 1952 | 25 mei 1966       |
| Luuk Blom                       | 30 januari 2003   | 17 juni 2010      |
| Gerard Boekhoven                | 19 december 1951  | 14 juli 1952      |
| Gerard Boekhoven                | 6 november 1956   | 19 maart 1959     |
| Jan Boelhouwer                  | 30 januari 2003   | 29 november 2006  |
| Jan Boelhouwer                  | 15 januari 2008   | 17 juni 2010      |
| Margreeth de Boer               | 19 mei 1998       | 5 november 2001   |
| Eppo Bolhuis                    | 16 januari 2001   | 22 mei 2002       |
| Jan Bommer                      | 9 december 1952   | 21 februari 1967  |
| Désirée Bonis                   | 20 september 2012 | 13 juni 2013      |
| Rie de Boois                    | 7 december 1972   | 16 november 1987  |
| Henk van den Born               | 9 februari 1946   | 2 juli 1956       |
| Henk van den Born               | 23 oktober 1956   | 19 maart 1959     |
| Wouter Bos                      | 19 mei 1998       | 23 maart 2000     |
| Wouter Bos                      | 23 mei 2002       | 21 februari 2007  |
| Samira Bouchibti                | 30 november 2006  | 17 juni 2010      |
| Lea Bouwmeester                 | 30 november 2006  | 22 maart 2017     |
| Hendrik Jan van Braambeek       | 9 februari 1946   | 3 juni 1946       |
| Cornelis Brandsma               | 16 oktober 1962   | 21 februari 1967  |
| Gerda Brautigam                 | 5 juni 1963       | 6 december 1972   |
| Bert Broekhuis                  | 15 september 1981 | 15 september 1982 |
| Harm Brouwer                    | 5 november 2015   | 11 januari 2016   |
| Harm Brouwer                    | 1 maart 2016      | 9 juni 2016       |
| Harm Brouwer                    | 6 juli 2016       | 22 maart 2017     |
| Rintje van der Brug             | 9 februari 1946   | 14 juli 1952      |
| Mieke van der Burg              | 16 november 1989  | 16 mei 1994       |
| Mieke van der Burg              | 21 juni 1994      | 18 mei 1998       |
| Jaap Burger                     | 9 februari 1946   | 15 september 1962 |
| Julian Bushoff                  | 22 november 2022  | 27 oktober 2023   |
| Jet Bussemaker                  | 19 mei 1998       | 21 februari 2007  |
| Flip Buurmeijer                 | 28 augustus 1979  | 19 december 1994  |
| Frits Castricum                 | 8 juni 1977       | 16 mei 1994       |
| Yasemin Çegerek                 | 18 juni 2013      | 22 maart 2017     |
| Metin Çelik                     | 17 juni 2010      | 19 september 2012 |
| Dick de Cloe                    | 15 september 1981 | 15 september 1982 |
| Dick de Cloe                    | 3 juni 1986       | 22 mei 2002       |
| Job Cohen                       | 17 juni 2010      | 28 februari 2012  |
| Ferd Crone                      | 17 mei 1994       | 14 november 2007  |
| Frits Daams                     | 6 november 1956   | 31 oktober 1969   |
| Ien Dales                       | 16 september 1982 | 15 mei 1987       |
| Marcel van Dam                  | 8 juni 1977       | 10 september 1981 |
| Marcel van Dam                  | 16 september 1982 | 21 januari 1986   |
| Martijn van Dam                 | 30 januari 2003   | 3 november 2015   |
| Piet Dankert                    | 6 februari 1968   | 9 juni 1981       |
| Coen Deering                    | 23 juli 1946      | 26 juli 1948      |
| Coen Deering                    | 4 december 1956   | 30 april 1957     |
| Tjeerd van Dekken               | 17 juni 2010      | 22 maart 2017     |
| Staf Depla                      | 4 oktober 2000    | 22 mei 2002       |
| Staf Depla                      | 30 januari 2003   | 11 mei 2010       |
| Gijs van Dijk                   | 23 maart 2017     | 15 februari 2022  |
| Otwin van Dijk                  | 20 september 2012 | 5 juli 2016       |
| Marjo van Dijken                | 30 januari 2003   | 29 november 2006  |
| Marjo van Dijken                | 1 maart 2007      | 17 juni 2010      |
| Sharon Dijksma                  | 17 mei 1994       | 21 februari 2007  |
| Sharon Dijksma                  | 17 juni 2010      | 19 september 2012 |
| Sharon Dijksma                  | 23 maart 2017     | 1 juni 2018       |
| Gerda Dijksman                  | 17 mei 1994       | 31 augustus 1997  |
| Jeroen Dijsselbloem             | 28 maart 2000     | 22 mei 2002       |
| Jeroen Dijsselbloem             | 20 november 2002  | 5 november 2012   |
| Jeroen Dijsselbloem             | 23 maart 2017     | 24 oktober 2017   |
| Sjoera Dikkers                  | 17 juni 2010      | 22 maart 2017     |
| Jaap van der Doef               | 28 mei 1973       | 10 september 1981 |
| Jaap van der Doef               | 16 september 1982 | 28 februari 1986  |
| Hans van den Doel               | 23 februari 1967  | 27 augustus 1973  |
| Anneke van Dok-van Weele        | 26 mei 1998       | 31 mei 1999       |
| Dick Dolman                     | 12 mei 1970       | 30 juni 1990      |
| Leendert Antonie Donker         | 9 februari 1946   | 1 september 1952  |
| Kris Douma                      | 30 januari 2003   | 29 november 2006  |
| Willem Drees                    | 4 juni 1946       | 8 juli 1946       |
| Willem Drees                    | 27 juli 1948      | 9 augustus 1948   |
| Willem Drees                    | 15 juli 1952      | 1 september 1952  |
| Willem Drees                    | 3 juli 1956       | 2 oktober 1956    |
| Herman Drenth                   | 4 september 1973  | 5 september 1979  |
| Niesco Dubbelboer               | 30 januari 2003   | 29 november 2006  |
| Desirée Duijkers                | 19 mei 1998       | 22 mei 2002       |
| Dirk Duinker                    | 15 september 1977 | 11 januari 1978   |
| Dirk Duinker                    | 28 juni 1978      | 6 december 1983   |
| Wim Duisenberg                  | 8 juni 1977       | 7 september 1977  |
| Wim Duisenberg                  | 16 januari 1978   | 27 juni 1978      |
| Adri Duivesteijn                | 17 mei 1994       | 30 mei 2006       |
| Fekko Ebel Hajo Ebels           | 9 februari 1946   | 3 juni 1946       |
| Cees Egas                       | 15 juli 1952      | 9 mei 1965        |
| Cees Egas                       | 23 februari 1967  | 6 december 1972   |
| Angelien Eijsink                | 30 januari 2003   | 22 maart 2017     |
| Jan Emmens                      | 12 augustus 1948  | 14 juli 1952      |
| Henk Engelsman                  | 28 oktober 1958   | 19 maart 1959     |
| Henk Engelsman                  | 18 september 1962 | 21 februari 1967  |
| Meiny Epema-Brugman             | 28 april 1970     | 9 mei 1971        |
| Meiny Epema-Brugman             | 17 augustus 1972  | 15 september 1982 |
| Jaap-Jelle Feenstra             | 21 januari 1988   | 13 september 1989 |
| Jaap-Jelle Feenstra             | 16 november 1989  | 16 mei 1994       |
| Jaap-Jelle Feenstra             | 18 maart 1997     | 22 mei 2002       |
| Thea Fierens                    | 30 januari 2003   | 29 november 2006  |
| Manon Fokke                     | 20 september 2012 | 22 maart 2017     |
| Huub Franssen                   | 23 oktober 1956   | 7 juni 1977       |
| Wim van Gelder                  | 3 juni 1986       | 18 mei 1998       |
| Wouter van der Gevel            | 8 juni 1965       | 14 november 1967  |
| Lambert Giebels                 | 28 mei 1973       | 7 juni 1977       |
| Rob van Gijzel                  | 14 september 1989 | 16 mei 1994       |
| Rob van Gijzel                  | 30 augustus 1994  | 27 november 2001  |
| Chantal Gill'ard                | 30 november 2006  | 17 juni 2010      |
| Frans Goedhart                  | 9 februari 1946   | 3 juni 1946       |
| Frans Goedhart                  | 8 oktober 1946    | 13 mei 1970       |
| Marinus van der Goes van Naters | 9 februari 1946   | 19 maart 1959     |
| Marinus van der Goes van Naters | 24 maart 1959     | 21 februari 1967  |
| Wouter Gortzak                  | 19 mei 1998       | 22 mei 2002       |
| Arie de Graaf                   | 12 oktober 1976   | 9 juni 1981       |
| Ed Groot                        | 17 juni 2010      | 22 maart 2017     |
| Sultan Günal-Gezer              | 8 november 2012   | 22 maart 2017     |
| Ineke Haas-Berger               | 11 mei 1971       | 31 mei 1991       |
| José Hageman                    | 1 september 1987  | 13 september 1989 |
| Kees ten Hagen                  | 9 februari 1946   | 10 maart 1957     |
| Henk de Hamer                   | 1 september 1977  | 9 juni 1981       |
| Mariëtte Hamer                  | 19 mei 1998       | 9 september 2014  |
| Henk Hartmeijer                 | 7 december 1972   | 9 juni 1981       |
| Frank Heemskerk                 | 30 januari 2003   | 29 november 2006  |
| Peter van Heemst                | 10 september 1991 | 16 mei 2006       |
| Pieter Heertjes                 | 9 februari 1946   | 3 juni 1946       |
| Ton Heerts                      | 30 november 2006  | 17 juni 2010      |
| Pierre Heijnen                  | 1 maart 2007      | 1 september 2013  |
| Arie van der Hek                | 28 mei 1973       | 31 augustus 1987  |
| Eveline Herfkens                | 15 september 1981 | 31 augustus 1990  |
| Eveline Herfkens                | 23 mei 2002       | 25 juli 2002      |
| Took Heroma-Meilink             | 15 september 1953 | 9 mei 1971        |
| Willem Herrebrugh               | 26 augustus 1998  | 22 mei 2002       |
| Godelieve van Heteren           | 17 oktober 2002   | 29 november 2006  |
| Myrthe Hilkens                  | 12 april 2011     | 1 augustus 2011   |
| Myrthe Hilkens                  | 17 januari 2012   | 28 augustus 2013  |
| Rik Hindriks                    | 1 juni 1999       | 22 mei 2002       |
| Annet van der Hoek              | 25 augustus 1998  | 22 mei 2002       |
| Henk Hofstra                    | 9 februari 1946   | 3 juni 1946       |
| Henk Hofstra                    | 30 oktober 1946   | 12 oktober 1956   |
| Henk Hofstra                    | 20 maart 1959     | 31 december 1960  |
| Theodorus Jacobus Hogendorp     | 21 september 1965 | 15 augustus 1968  |
| Jo Horn                         | 7 november 2001   | 22 mei 2002       |
| Duco Hoogland                   | 8 november 2012   | 22 maart 2017     |
| Habtamu de Hoop                 | 31 maart 2021     | 27 oktober 2023   |
| Hamid Houda                     | 30 augustus 1994  | 17 november 1997  |
| Kirsten van den Hul             | 23 maart 2017     | 30 maart 2021     |
| Rein Hummel                     | 16 september 1982 | 13 september 1989 |
| Servaes Huys                    | 3 juni 1986       | 16 mei 1994       |
| Servaes Huys                    | 30 augustus 1994  | 18 mei 1998       |
| Arie IJzerman                   | 9 februari 1946   | 3 juni 1946       |
| Wijnie Jabaaij                  | 15 september 1977 | 30 december 1977  |
| Wijnie Jabaaij                  | 1 maart 1979      | 13 september 1989 |
| Lutz Jacobi                     | 30 november 2006  | 22 maart 2017     |
| Tanja Jadnanansing              | 17 juni 2010      | 6 september 2016  |
| Henk Jans                       | 11 mei 1971       | 6 december 1972   |
| Paul Janssen                    | 7 december 1972   | 30 september 1976 |
| Dolf Joekes                     | 9 februari 1946   | 6 augustus 1948   |
| Dolf Joekes                     | 23 juli 1952      | 1 november 1952   |
| Arie de Jong                    | 3 juli 1990       | 16 mei 1994       |
| Arie de Jong                    | 3 september 1997  | 18 mei 1998       |
| Siepie de Jong                  | 28 mei 1973       | 9 juni 1981       |
| Erik Jurgens                    | 1 februari 1990   | 16 mei 1994       |
| Jacques de Kadt                 | 27 juli 1948      | 4 juni 1963       |
| Paul Kalma                      | 30 november 2006  | 17 juni 2010      |
| Ella Kalsbeek                   | 14 september 1989 | 1 januari 2001    |
| Ella Kalsbeek                   | 23 mei 2002       | 29 november 2006  |
| Flip de Kam                     | 15 september 1977 | 5 januari 1978    |
| Barbara Kathmann                | 31 maart 2021     | 27 oktober 2023   |
| Jos van Kemenade                | 8 juni 1977       | 7 september 1977  |
| Jos van Kemenade                | 16 januari 1978   | 10 september 1981 |
| Jos van Kemenade                | 16 september 1982 | 31 augustus 1984  |
| Joke Kersten                    | 4 september 1990  | 16 mei 1994       |
| John Kerstens                   | 20 september 2012 | 22 maart 2017     |
| John Kerstens                   | 5 juni 2018       | 30 maart 2021     |
| Heine Keuning                   | 28 augustus 1979  | 9 juni 1981       |
| Arie Kievit                     | 9 februari 1946   | 3 juni 1946       |
| Eefje Klaassens-Postema         | 11 mei 1971       | 31 mei 1974       |
| Cors Kleijwegt                  | 3 juli 1956       | 21 februari 1967  |
| Ger Klein                       | 7 december 1972   | 10 mei 1973       |
| Ger Klein                       | 8 juni 1977       | 4 februari 1980   |
| Jetta Klijnsma                  | 17 juni 2010      | 5 november 2012   |
| Henk Knol                       | 8 juni 1977       | 13 september 1989 |
| Jan Knot                        | 11 mei 1971       | 7 juni 1977       |
| Bert Koenders                   | 11 november 1997  | 21 februari 2007  |
| Wim Kok                         | 3 juni 1986       | 6 november 1989   |
| Wim Kok                         | 17 mei 1994       | 21 augustus 1994  |
| Wim Kok                         | 19 mei 1998       | 2 augustus 1998   |
| Kees Kolthoff                   | 28 mei 1973       | 9 juni 1981       |
| Hans Kombrink                   | 7 december 1972   | 10 september 1981 |
| Hans Kombrink                   | 16 september 1982 | 30 april 1990     |
| Martin Konings                  | 6 februari 1973   | 2 juni 1986       |
| Jo Koopman                      | 6 november 1956   | 30 september 1963 |
| Lucy Kortram                    | 19 mei 1998       | 22 mei 2002       |
| Aad Kosto                       | 7 december 1972   | 6 november 1989   |
| Aad Kosto                       | 17 mei 1994       | 11 september 1994 |
| Guus Krähe                      | 17 mei 2006       | 29 november 2006  |
| Jacob Kramer                    | 6 november 1956   | 4 juni 1963       |
| Ferdinand Jan Kranenburg        | 27 november 1958  | 31 januari 1964   |
| Margot Kraneveldt               | 1 maart 2007      | 17 juni 2010      |
| Margot Kraneveldt               | 10 april 2012     | 7 mei 2012        |
| Annie Krouwel-Vlam              | 18 januari 1977   | 16 juli 1979      |
| Joanneke Kruijsen               | 30 januari 2003   | 29 november 2006  |
| Arie Kuijper                    | 25 augustus 1998  | 22 mei 2002       |
| Attje Kuiken                    | 30 november 2006  | 18 januari 2010   |
| Attje Kuiken                    | 11 mei 2010       | 27 oktober 2023   |
| Herman van Kuilenburg           | 9 februari 1946   | 3 juni 1946       |
| Tunahan Kuzu                    | 20 september 2012 | 13 november 2014  |
| Evert Kupers                    | 9 februari 1946   | 26 juli 1948      |
| Reint Laan                      | 4 februari 1964   | 29 februari 1968  |
| Saskia Laaper                   | 19 januari 2010   | 10 mei 2010       |
| Roelof van Laar                 | 14 mei 2013       | 22 maart 2017     |
| Cees Laban                      | 18 december 1967  | 4 september 1977  |
| Jan Lamberts                    | 6 november 1956   | 7 juni 1977       |
| Jeroen de Lange                 | 25 januari 2012   | 19 september 2012 |
| Henk Leenders                   | 3 september 2013  | 10 december 2013  |
| Henk Leenders                   | 10 september 2014 | 22 maart 2017     |
| John Leerdam                    | 30 januari 2003   | 17 juni 2010      |
| John Leerdam                    | 29 februari 2012  | 4 april 2012      |
| Gerardus van der Leeuw          | 4 juni 1946       | 9 juli 1946       |
| Bob Leibbrandt                  | 13 juli 1965      | 21 februari 1967  |
| Frans Leijnse                   | 4 september 1984  | 16 mei 1994       |
| Trees Lemaire                   | 28 maart 1957     | 16 september 1963 |
| Arie Lems                       | 23 februari 1967  | 15 augustus 1972  |
| Piet Lieftinck                  | 4 juni 1946       | 7 juli 1946       |
| Johanneke Liemburg              | 17 mei 1994       | 18 mei 1998       |
| Kees van Lienden                | 9 februari 1946   | 30 september 1962 |
| Theo van Lier                   | 15 juli 1952      | 31 augustus 1973  |
| John Lilipaly                   | 3 juni 1986       | 18 mei 1998       |
| Patricia Linhard                | 12 mei 2009       | 17 juni 2010      |
| Johann Heinrich Adolf Logemann  | 4 juni 1946       | 7 oktober 1947    |
| Jan Lonink                      | 17 januari 1989   | 16 mei 1994       |
| Dirk de Loor                    | 12 augustus 1948  | 10 september 1953 |
| André van der Louw              | 12 januari 1971   | 9 mei 1971        |
| André van der Louw              | 16 september 1982 | 15 april 1983     |
| Marit Maij                      | 20 september 2012 | 22 maart 2017     |
| Sicco Mansholt                  | 4 juni 1946       | 17 juli 1946      |
| Sicco Mansholt                  | 27 juli 1948      | 9 augustus 1948   |
| Sicco Mansholt                  | 15 juli 1952      | 6 september 1952  |
| Sicco Mansholt                  | 3 juli 1956       | 2 oktober 1956    |
| Ahmed Marcouch                  | 17 juni 2010      | 22 maart 2017     |
| Jan Masman                      | 23 februari 1967  | 15 januari 1977   |
| Wim Meijer                      | 11 mei 1971       | 10 mei 1973       |
| Wim Meijer                      | 8 juni 1977       | 31 december 1988  |
| Peter Meijer                    | 8 november 2005   | 29 november 2006  |
| Ad Melkert                      | 3 juni 1986       | 21 augustus 1994  |
| Ad Melkert                      | 19 mei 1998       | 16 oktober 2002   |
| Bert Middel                     | 16 november 1989  | 16 mei 1994       |
| Bert Middel                     | 30 augustus 1994  | 22 mei 2002       |
| Ruud van Middelkoop             | 15 oktober 1991   | 16 mei 1994       |
| Adriaan van Mierlo              | 6 oktober 1977    | 5 januari 1978    |
| Mohammed Mohandis               | 20 september 2012 | 22 maart 2017     |
| Mohammed Mohandis               | 2 juni 2022       | 27 oktober 2023   |
| Hillie Molenaar                 | 5 september 2000  | 22 mei 2002       |
| Henk Molleman                   | 3 februari 1976   | 28 februari 1979  |
| Frans Moor                      | 15 september 1977 | 30 september 1991 |
| William Moorlag                 | 25 oktober 2017   | 30 maart 2021     |
| Jacques Monasch                 | 20 september 2012 | 7 november 2016   |
| Ina Müller-van Ast              | 8 juni 1977       | 13 september 1989 |
| Songül Mutluer                  | 17 februari 2022  | 27 oktober 2023   |
| Karel Nagel                     | 28 mei 1973       | 7 juni 1977       |
| Gerard Nederhorst               | 9 februari 1946   | 3 juni 1946       |
| Gerard Nederhorst               | 16 augustus 1946  | 26 juli 1948      |
| Gerard Nederhorst               | 21 december 1948  | 9 mei 1971        |
| Tineke Netelenbos               | 10 september 1987 | 2 augustus 1998   |
| Tineke Netelenbos               | 23 mei 2002       | 29 januari 2003   |
| Frits Niessen                   | 6 oktober 1977    | 5 januari 1978    |
| Frits Niessen                   | 27 augustus 1980  | 16 mei 1994       |
| Jeltje van Nieuwenhoven         | 15 september 1981 | 15 september 1982 |
| Jeltje van Nieuwenhoven         | 16 maart 1983     | 26 oktober 2004   |
| Henk Nijboer                    | 20 september 2012 | 27 oktober 2023   |
| Saskia Noorman-den Uyl          | 17 mei 1994       | 29 november 2006  |
| Marjet Ockels                   | 4 juni 1991       | 20 september 1993 |
| Ad Oele                         | 5 juni 1963       | 31 januari 1973   |
| David van Ooijen                | 11 mei 1971       | 2 juni 1986       |
| Astrid Oosenbrug                | 20 september 2012 | 22 maart 2017     |
| Gerrit-Jan van Otterloo         | 2 september 1986  | 16 mei 1994       |
| Rob Oudkerk                     | 17 mei 1994       | 22 mei 2002       |
| Gerritjan van Oven              | 17 mei 1994       | 22 mei 2002       |
| Gerritjan van Oven              | 10 september 2002 | 29 januari 2003   |
| Selçuk Öztürk                   | 20 september 2012 | 13 november 2014  |
| Annemiek Padt-Jansen            | 3 juni 1969       | 9 mei 1971        |
| Annemiek Padt-Jansen            | 14 maart 1972     | 6 december 1972   |
| Nico Palar                      | 9 februari 1946   | 21 juli 1947      |
| Connie Patijn                   | 6 november 1956   | 21 februari 1967  |
| Schelto Patijn                  | 28 mei 1973       | 15 juni 1984      |
| Harry Peschar                   | 16 september 1952 | 31 januari 1968   |
| Kati Piri                       | 31 maart 2021     | 27 oktober 2023   |
| Ronald Plasterk                 | 17 juni 2010      | 5 november 2012   |
| Sake van der Ploeg              | 29 juni 1965      | 9 mei 1971        |
| Rick van der Ploeg              | 17 mei 1994       | 2 augustus 1998   |
| Henk Ploeg                      | 9 februari 1946   | 3 juni 1946       |
| Ans Ploeg-Ploeg                 | 16 oktober 1951   | 19 maart 1959     |
| Lilianne Ploumen                | 23 maart 2017     | 21 april 2022     |
| Jaap le Poole                   | 9 februari 1946   | 3 juni 1946       |
| Jaap le Poole                   | 5 november 1947   | 26 juli 1948      |
| Stan Poppe                      | 7 december 1972   | 1 september 1986  |
| Hessel Posthuma sr.             | 9 februari 1946   | 3 juni 1946       |
| Siep Posthumus                  | 6 juni 1946       | 3 mei 1965        |
| Siep Posthumus                  | 23 februari 1967  | 9 mei 1971        |
| Wilfried de Pree                | 10 juni 1981      | 16 mei 1994       |
| Jan Pronk                       | 11 mei 1971       | 10 mei 1973       |
| Jan Pronk                       | 8 juni 1977       | 7 september 1977  |
| Jan Pronk                       | 16 januari 1978   | 18 augustus 1980  |
| Jan Pronk                       | 3 juni 1986       | 6 november 1989   |
| Jan Pronk                       | 18 mei 1994       | 21 augustus 1994  |
| Jan Pronk                       | 19 mei 1998       | 2 augustus 1998   |
| Monique Quint-Maagdenberg       | 16 november 1989  | 16 mei 1994       |
| Jeroen Recourt                  | 17 juni 2010      | 22 maart 2017     |
| Jan Reehorst                    | 23 oktober 1956   | 21 februari 1967  |
| Peter Rehwinkel                 | 24 januari 1995   | 22 mei 2002       |
| Peter Rehwinkel                 | 3 september 2002  | 20 november 2002  |
| Aat van Rhijn                   | 3 juli 1956       | 2 oktober 1956    |
| Hessel Rienks                   | 11 september 1974 | 13 september 1989 |
| Leni van Rijn-Vellekoop         | 19 mei 1987       | 16 mei 1994       |
| Lia Roefs                       | 27 oktober 2004   | 17 juni 2010      |
| Peter Roels                     | 11 mei 1971       | 9 juni 1981       |
| Dirk Roemers                    | 16 september 1952 | 31 oktober 1967   |
| Hein Roethof                    | 4 november 1969   | 15 september 1982 |
| Hein Roethof                    | 28 januari 1986   | 13 september 1989 |
| Corrie de Roos-Oudegeest        | 6 november 1956   | 4 juni 1963       |
| Evan Rozenblad                  | 18 mei 1994       | 14 juni 1994      |
| Marianne Ruigrok-Verreijt       | 14 september 1989 | 16 mei 1994       |
| Piet de Ruiter                  | 11 mei 1971       | 31 januari 1976   |
| Geert Ruygers                   | 25 juli 1946      | 17 februari 1970  |
| Nora Salomons                   | 7 december 1972   | 2 juni 1986       |
| Ivo Samkalden                   | 20 maart 1959     | 31 augustus 1960  |
| Diederik Samsom                 | 30 januari 2003   | 13 december 2016  |
| Usman Santi                     | 25 augustus 1998  | 22 mei 2002       |
| Ge Schaapman                    | 8 juni 1977       | 15 september 1982 |
| Jan Schaefer                    | 11 mei 1971       | 10 mei 1973       |
| Jan Schaefer                    | 8 juni 1977       | 5 september 1978  |
| Jan Schaefer                    | 3 juni 1986       | 22 januari 1990   |
| Sijbrand Schagen                | 10 januari 1961   | 4 juni 1963       |
| Johan Scheps                    | 4 juni 1946       | 21 februari 1967  |
| Wim Schermerhorn                | 4 juni 1946       | 14 september 1946 |
| Wim Schermerhorn                | 27 juli 1948      | 16 september 1951 |
| Tineke Schilthuis               | 6 november 1956   | 21 februari 1967  |
| Jan Schilthuis                  | 9 februari 1946   | 2 juli 1956       |
| Adri Schipper                   | 5 maart 1968      | 23 april 1970     |
| Gerrit Schoenmakers             | 25 augustus 1998  | 22 mei 2002       |
| Leo Schoots                     | 14 september 1989 | 16 mei 1994       |
| Arie Jan Schouwenaar            | 4 februari 1958   | 19 maart 1959     |
| Arie Jan Schouwenaar            | 21 juni 1960      | 11 december 1962  |
| Wybrand Schuitemaker            | 16 juni 1965      | 21 februari 1967  |
| Wybrand Schuitemaker            | 26 februari 1970  | 13 mei 1970       |
| Fedde Schurer                   | 6 november 1956   | 4 juni 1963       |
| Michiel Servaes                 | 20 september 2012 | 22 maart 2017     |
| Hannie Singer-Dekker            | 5 juni 1963       | 9 mei 1970        |
| Harm van Sleen                  | 9 februari 1946   | 13 oktober 1958   |
| Willem Sloots                   | 4 maart 1986      | 2 juni 1986       |
| Wiebe van der Sluis             | 9 februari 1946   | 3 juni 1946       |
| Pauline Smeets                  | 30 januari 2003   | 19 september 2012 |
| José Smits                      | 19 mei 1998       | 22 mei 2002       |
| José Smits                      | 30 januari 2003   | 29 november 2006  |
| Hans Spekman                    | 30 november 2006  | 24 januari 2012   |
| Bonno Spieker                   | 8 juni 1977       | 9 juni 1981       |
| Bonno Spieker                   | 15 september 1981 | 16 mei 1994       |
| John Spinks                     | 11 mei 1971       | 7 juni 1977       |
| Laurette Spoelman               | 19 mei 1998       | 22 mei 2002       |
| Bram Stemerdink                 | 25 augustus 1970  | 10 mei 1973       |
| Bram Stemerdink                 | 14 juni 1977      | 13 september 1977 |
| Bram Stemerdink                 | 16 januari 1978   | 10 september 1981 |
| Bram Stemerdink                 | 16 september 1982 | 16 mei 1994       |
| Mieke Sterk                     | 30 augustus 1994  | 18 mei 1998       |
| Max van der Stoel               | 5 juni 1963       | 21 juli 1965      |
| Max van der Stoel               | 23 februari 1967  | 10 mei 1973       |
| Max van der Stoel               | 8 juni 1977       | 7 september 1977  |
| Max van der Stoel               | 16 januari 1978   | 10 september 1981 |
| Piet Stoffelen                  | 11 mei 1971       | 16 mei 1994       |
| Jo Stokvis                      | 9 februari 1946   | 15 oktober 1946   |
| Piet Straub                     | 30 januari 2003   | 29 november 2006  |
| Nico Stufkens                   | 10 september 1947 | 19 maart 1959     |
| Hannie Stuurman                 | 30 januari 2003   | 29 november 2006  |
| Ko Suurhoff                     | 9 februari 1946   | 3 juni 1946       |
| Ko Suurhoff                     | 24 oktober 1946   | 1 september 1952  |
| Ko Suurhoff                     | 3 juli 1956       | 2 oktober 1956    |
| Ko Suurhoff                     | 20 maart 1959     | 13 april 1965     |
| Willie Swildens-Rozendaal       | 3 juni 1986       | 16 mei 1994       |
| Willie Swildens-Rozendaal       | 30 augustus 1994  | 22 mei 2002       |
| Grace Tanamal                   | 8 november 2012   | 22 maart 2017     |
| Paul Tang                       | 1 maart 2007      | 17 juni 2010      |
| Sjeng Tans                      | 7 oktober 1954    | 2 juli 1970       |
| Rob Tazelaar                    | 10 juni 1981      | 31 december 1987  |
| Uke Tellegen-Veldstra           | 6 november 1956   | 4 juni 1963       |
| Bas van den Tempel              | 23 oktober 1956   | 21 februari 1967  |
| Corry Tendeloo                  | 9 februari 1946   | 17 oktober 1956   |
| Ed van Thijn                    | 23 februari 1967  | 10 september 1981 |
| Ed van Thijn                    | 16 september 1982 | 15 juni 1983      |
| Joris Thijssen                  | 31 maart 2021     | 27 oktober 2023   |
| Wim Thomassen                   | 31 juli 1946      | 26 juli 1948      |
| Jacques Tichelaar               | 23 mei 2002       | 1 mei 2009        |
| Anja Timmer                     | 30 januari 2003   | 29 november 2006  |
| Anja Timmer                     | 20 november 2007  | 17 juni 2010      |
| Frans Timmermans                | 19 mei 1998       | 22 februari 2007  |
| Frans Timmermans                | 17 juni 2010      | 12 juni 2012      |
| Varina Tjon-A-Ten               | 30 januari 2003   | 29 november 2006  |
| René Toussaint                  | 6 september 1979  | 2 juni 1986       |
| Maarten van Traa                | 3 juni 1986       | 20 oktober 1997   |
| Jan Tuin                        | 4 juni 1946       | 26 juli 1948      |
| Jan Tuin                        | 12 augustus 1948  | 30 september 1951 |
| Emre Ünver                      | 14 december 2016  | 14 februari 2017  |
| Auke van Urk                    | 5 juni 1963       | 21 februari 1967  |
| Joop den Uyl                    | 6 november 1956   | 4 juni 1963       |
| Joop den Uyl                    | 23 februari 1967  | 10 mei 1973       |
| Joop den Uyl                    | 8 juni 1977       | 7 september 1977  |
| Joop den Uyl                    | 16 januari 1978   | 10 september 1981 |
| Joop den Uyl                    | 16 september 1982 | 23 december 1987  |
| Koos van der Vaart              | 1 september 1988  | 16 mei 1994       |
| Gerrit Valk                     | 16 november 1989  | 16 mei 1994       |
| Gerrit Valk                     | 24 januari 1995   | 22 mei 2002       |
| Eeke van der Veen               | 30 november 2006  | 19 september 2012 |
| Elske ter Veld                  | 15 september 1981 | 6 november 1989   |
| Rien van der Velde              | 25 oktober 2016   | 22 maart 2017     |
| Henk Veldhoen                   | 5 februari 1980   | 9 juni 1981       |
| Henk Veldhoen                   | 15 september 1981 | 13 september 1989 |
| Jakob Vellenga                  | 8 juni 1965       | 21 februari 1967  |
| Jakob Vellenga                  | 3 september 1968  | 27 augustus 1979  |
| Albert Venverloo                | 6 november 1956   | 4 juni 1963       |
| Gerdi Verbeet                   | 12 november 2001  | 22 mei 2002       |
| Gerdi Verbeet                   | 26 juli 2002      | 19 september 2012 |
| Co Verdaas                      | 30 januari 2003   | 29 november 2006  |
| Arie Verhoef                    | 7 juni 1957       | 19 maart 1959     |
| Arie Verhoef                    | 20 september 1960 | 4 juni 1963       |
| Willem Vermeend                 | 19 juni 1984      | 21 augustus 1994  |
| Willem Vermeend                 | 19 mei 1998       | 2 augustus 1998   |
| Willem Vermeend                 | 23 mei 2002       | 25 juli 2002      |
| Anne Vermeer                    | 3 juli 1956       | 4 juni 1963       |
| Evert Vermeer                   | 9 februari 1946   | 29 mei 1960       |
| Roos Vermeij                    | 30 november 2006  | 22 maart 2017     |
| Joyce Vermue                    | 22 september 2015 | 22 maart 2017     |
| Willem Vermooten                | 21 september 1954 | 21 februari 1967  |
| Josephine Verspaget             | 3 juni 1986       | 18 mei 1998       |
| Pieter Vis                      | 5 juni 1963       | 21 februari 1967  |
| Piet de Visser                  | 15 september 1981 | 15 september 1982 |
| Piet de Visser                  | 19 april 1983     | 13 september 1989 |
| Piet de Visser                  | 3 mei 1990        | 1 september 1991  |
| Jan Vlam                        | 9 februari 1946   | 3 juni 1946       |
| Margo Vliegenthart              | 17 november 1987  | 2 augustus 1998   |
| Marith Volp                     | 3 september 2013  | 22 maart 2017     |
| Anne Vondeling                  | 25 juli 1946      | 12 januari 1958   |
| Anne Vondeling                  | 20 maart 1959     | 13 april 1965     |
| Anne Vondeling                  | 23 februari 1967  | 16 juli 1979      |
| Joop Voogd                      | 1 oktober 1963    | 9 juni 1981       |
| Arend Voortman                  | 11 mei 1971       | 9 juni 1981       |
| Koos Vorrink                    | 4 juni 1946       | 18 september 1954 |
| Hein Vos                        | 4 juni 1946       | 8 juli 1946       |
| Hein Vos                        | 27 juli 1948      | 14 december 1948  |
| Henk Vos                        | 13 december 1983  | 18 mei 1998       |
| Jan Vos                         | 20 september 2012 | 22 maart 2017     |
| Mei Li Vos                      | 1 maart 2007      | 17 juni 2010      |
| Mei Li Vos                      | 20 september 2012 | 22 maart 2017     |
| Henk Vredeling                  | 6 november 1956   | 10 mei 1973       |
| Ruud Vreeman                    | 17 mei 1994       | 16 maart 1997     |
| Albert de Vries                 | 20 september 2012 | 22 maart 2017     |
| Klaas de Vries                  | 28 mei 1973       | 31 augustus 1988  |
| Klaas de Vries                  | 23 mei 2002       | 29 november 2006  |
| Agnes de Vries-Bruins           | 9 februari 1946   | 3 juni 1946       |
| Maarten Vrolijk                 | 6 november 1956   | 4 juni 1963       |
| Maarten Vrolijk                 | 23 februari 1967  | 9 maart 1972      |
| Harm Evert Waalkens             | 25 augustus 1998  | 22 mei 2002       |
| Harm Evert Waalkens             | 30 januari 2003   | 17 juni 2010      |
| Jules de Waart                  | 10 juni 1981      | 2 juni 1986       |
| Marja Wagenaar                  | 2 december 1997   | 22 mei 2002       |
| Hans Wagner                     | 31 mei 2006       | 29 november 2006  |
| Jacques Wallage                 | 10 juni 1981      | 6 november 1989   |
| Jacques Wallage                 | 17 mei 1994       | 25 augustus 1998  |
| Gerard van Walsum               | 4 juni 1946       | 26 juli 1948      |
| Theo Westerhout                 | 6 november 1956   | 11 juli 1965      |
| Theo Westerhout                 | 23 februari 1967  | 30 april 1969     |
| Ep Wieldraaijer                 | 5 juni 1963       | 10 september 1974 |
| Wiebe Wierda                    | 6 november 1956   | 9 mei 1971        |
| Ko Wierenga                     | 23 februari 1967  | 31 augustus 1977  |
| Bernard Wijkamp                 | 9 februari 1946   | 3 juni 1946       |
| Joan Willems                    | 4 juni 1946       | 15 augustus 1970  |
| Jan Wilmans                     | 17 september 1963 | 21 februari 1967  |
| Tineke Witteveen-Hevinga        | 14 september 1989 | 16 mei 1994       |
| Tineke Witteveen-Hevinga        | 14 september 1994 | 18 mei 1998       |
| Tineke Witteveen-Hevinga        | 25 augustus 1998  | 22 mei 2002       |
| Agnes Wolbert                   | 30 november 2006  | 22 maart 2017     |
| Aleid Wolfsen                   | 23 mei 2002       | 1 januari 2008    |
| Thijs Wöltgens                  | 8 juni 1977       | 29 augustus 1994  |
| Eisso Woltjer                   | 17 mei 1994       | 18 mei 1998       |
| Joop Worrell                    | 5 juni 1974       | 13 september 1989 |
| Marijke Wuthrich-van der Vlist  | 12 september 1978 | 9 juni 1981       |
| Loes Ypma                       | 20 september 2012 | 22 maart 2017     |
| Keklik Yücel                    | 9 februari 2010   | 1 juni 2010       |
| Keklik Yücel                    | 20 september 2012 | 22 maart 2017     |
| Nancy Zeelenberg                | 16 september 1952 | 21 november 1958  |
| Jan van Zijl                    | 16 november 1989  | 30 september 2000 |
| Kees Zijlstra                   | 28 augustus 1979  | 10 juni 1991      |
| Martin Zijlstra                 | 16 november 1989  | 22 mei 2002       |
| Louis Zimmermann                | 19 september 1946 | 23 oktober 1946   |
| Marjet van Zuijlen              | 18 mei 1994       | 31 augustus 2000  |
| Herman Arnold Zwijnenberg       | 9 februari 1946   | 3 juni 1946       |